# Horisme completa
Horisme completa är en fjärilsart som beskrevs av W. Warren 1907. Horisme completa ingår i släktet Horisme och familjen mätare. Inga underarter finns listade i Catalogue of Life.